# Bellón I de Carcasona
Bellón es el nombre del hipotético primer conde de Carcasona, que sería ancestro genealógico del conde de Barcelona Wifredo el Velloso. Algunos autores atribuyen a Bellón la fundación del linaje denominado de los "bellónidas", cuya existencia es objeto de especulaciones y controversia. Algunos historiadores, como Alberto Montaner Frutos, han cuestionado su existencia al no encontrar pruebas contemporáneas documentales en las que fundamentar su biografía.

## Datos biográficos
Bellón de Carcasona (?-812) habría sido un magnate de origen godo, miembro de una familia noble de segundo rango, originario de la región del Conflent. Carlomagno lo habría designado conde de Carcasona como parte de su política de confiar los nuevos condados fronterizos del sur de su Imperio a nobles godos locales (en la Marca Hispánica fueron nombrados condes varios nobles de origen godo, como Borrell de Osona al frente de los condados de Urgel y Cerdaña, y Bera en Barcelona). Esa preferencia por la nobleza goda local se debía a que este territorio había pertenecido a la Septimania, que formó parte del antiguo reino visigodo de Toledo. A diferencia de los nobles francos, que estaban más dispuestos a rebelarse, esta aristocracia local de origen visigodo se caracterizaba por su fidelidad al rey. Según el historiador francés Pierre Bonnassie, la mayor parte de los alodios de Bellón se encontraba en el Conflent, mientras que otra parte de su patrimonio estaba en el Capcir, en las proximidades de Formigueras.

## Debate historiográfico
La existencia de Bellón (o también "Dellon") como primer conde de Carcasona aparece atribuida por diversos cronistas del siglo XVIII de la historia de Occitania, particularmente la Histoire Générale de Languedoc de los monjes benedictinos Claude Devic (o de Vic) y Jean-Joseph Vaissette. En el siglo XIX, apoyándose en la obra anterior, así como en unos diplomas de fecha posterior a 778, también es mencionado en la Histoire du comté et de la vicomté de Carcassonne de Jean Pierre Cros-Mayrevieille (1846). Según este autor, el recién creado condado de Carcasona estaba bajo la autoridad inmediata del rey de Aquitania.
En sus investigaciones, Ramón de Abadal identificó a Bellón como el padre de Oliba I de Carcasona y de Sunifredo I de Barcelona, el padre de Wifredo el Velloso, primer conde hereditario de Barcelona, por lo que una parte de la historiografía moderna denomina a sus descendientes "bellónidas". 
Según de Abadal:

El montpellerino Tastu [...] se lanzó a publicar unas notas que tenía redactadas desde tiempo atrás basándose "en los documentos de nuestras colecciones impresas". Se trata de un folleto de 35 páginas en el que [...] llamaba la atención por vez primera sobre un documento publicado en la Marca Hispanica, en el cual, haciendo inventario de documentos, en el año 879 se consignaba uno en estos términos: "otra escritura de reconocimiento, que hizo Sesendoara y sus herederos a petición de Sesenando, mandatario del conde Miró, de como la iglesia y sus dependencias de San Vicente forman parte del patrimonio del conde por sucesión de su abuelo Bellón". Este conde Miró era Miró el Viejo de Conflent, hermano de Wifredo el Velloso, hijo de Sunifredo de Urgel...

Finalmente, de Abadal argumenta que la descendencia tenía que ser por vía paterna, y no materna como se había supuesto, porque "siempre que se anuncia simplemente al abuelo de una persona se trata del abuelo paterno, tanto en el siglo XI como en cualquier otro siglo medieval e incluso moderno. Cuando se quiere aludir al abuelo materno se especifica de una u otra forma".
Otros historiadores como Alberto Montaner Frutos cuestionan esta versión.

[...] se deduce que ni «els comtes de Barcelona esdevingueren reis d'Aragó» ni ha reinado ninguna «dinastia bel.lònida [...] coneguda com "Casal de Barcelona"», como quiere Fluvià (1994: 129 y 131). Al menos, no en el derecho ni en la documentación medievales. Recientemente, Fluvià insiste en hablar de «los monarcas catalanes de la dinastía bellónida (1148-1410)», lo que desarrolla en los siguientes términos: «La primera dinastía de los Condes de Barcelona —conocida por la historiografía moderna como "Condes-Reyes" desde la adquisición del Reino de Aragón, a raíz del matrimonio (1134) [sic pro 1137] del Conde de Barcelona Ramón Berenguer IV con la Reina Petronila de Aragón—, que abarca del Conde Sunifredo I (834-848) a su decimosexto nieto, el Conde-Rey Martín I (1396-1410), es conocida con el nombre de "Bellónida" o de "los Bellónidas" por ser Bellón I, Conde de Carcasona († antes de 812), la estirpe o el genearca del linaje.»
Montaner Frutos, op. cit., pp. 28-29.

[...] la historiografía medieval desconoce por completo al conde Bellón. Está ausente de la amplísima Estoria de España o Primera Crónica General de Alfonso X el Sabio y de la Crónica de San Juan de la Peña, que [...] comienza su genealogía condal con Guifredo, padre de Guifredo el Velloso. Lo mismo sucede en la [...] Crónica (ca. 1380-1383) de [Juan] Doménech y en el rollo genealógico de Poblet (ca. 1396-1409). Todavía el docto Zurita ignoraba su existencia. Así que mal se podría hablar de una «dinastía bellónida», expresión que, en todo caso, es impropia para referirse a la Casa de Aragón.
Montaner Frutos, loc. cit.

Finalmente, hay otros historiadores, como el propio Tastu, Pierre Ponsich y Archibald Lewis (e incluso de Abadal en sus primeros estudios sobre el tema), que optan por admitir la posible existencia de Bellón de Carcasona, pero hacen descender a Wifredo el Velloso por línea materna. En este caso, el conde Sunifredo I de Urgel y Barcelona sería probablemente hijo del conde Borrell de Osona, lo que limitaría la descendencia por línea paterna de Bellón a los condes de Carcasona y Rasez, mientras que los condes Wifredo el Velloso y Miró de Cerdaña lo serían por línea materna.
Según esta última hipótesis, la descendencia de Bellón ha sido identificada como:
1. Guisclafredo I de Carcasona, que obtuvo en principio el condado de Carcasona
2. Oliba I de Carcasona (nacido c. 800), que le habría sucedido en el condado de Carcasona. Casado dos veces, con Elmetruda y Riquilda, tuvo tres hijos: Oliba II, Sunifredo (abad de Lagrasse) y Acfredo I de Carcasona, casado con Adelinda de Aquitania, hija de Bernardo "Plantapilosa" y Ermengarda de Auvernia.
3. Ermisenda[21] (811-860), casada con Sunifredo de Urgel, Cerdaña y Barcelona, padre de Wifredo el Velloso, el iniciador de la casa de Barcelona.
4. Rotaude de Rasez, casada con Alaric de Blanchefort.

Aunque Abadal y otros autores incluyen entre los hijos de Bellón a Suñer I de Ampurias, P. Ponsich, difiere de esta opinión.